# Chirodropidae
Chirodropidae is een familie van neteldieren uit de klasse van de Cubozoa (kubuskwallen).

## Geslachten
- Chirodectes Gershwin, 2006
- Chirodropus Haeckel, 1880
- Chironex Southcott, 1956